# Bessède-de-Sault
Bessède-de-Sault (en occitano Beceda de Saut) es una localidad y comuna francesa, situada en la región de Languedoc-Rosellón, departamento de Aude, en el distrito de Limoux y cantón de Axat.
A sus habitantes se les conoce en idioma francés por el gentilicio Bessedois.

## Demografía
| 140 | 100 | 73 | 77 | 56 | 52 |
| Para los censos de 1962 a 1999 la población legal corresponde a la población sin duplicidades (Fuente: INSEE [Consultar]) |     |    |    |    |    |